# Itapicuru (ort)
Itapicuru är en ort i Brasilien.   Den ligger i kommunen Itapicuru och delstaten Bahia, i den östra delen av landet, 1 200 km öster om huvudstaden Brasília. Itapicuru ligger 117 meter över havet och antalet invånare är 4 994.
Terrängen runt Itapicuru är huvudsakligen platt. Itapicuru ligger nere i en dal. Närmaste större samhälle är Olindina, 12,2 km sydväst om Itapicuru.
Omgivningarna runt Itapicuru är huvudsakligen savann. Runt Itapicuru är det glesbefolkat, med 15 invånare per kvadratkilometer.